# Stenommatius complens
Stenommatius complens är en tvåvingeart som först beskrevs av Wallker 1861.  Stenommatius complens ingår i släktet Stenommatius och familjen rovflugor. Inga underarter finns listade i Catalogue of Life.